# لقمة العيش (مسلسل)
لقمة العيش مسلسل أردني كوميدي اجتماعي درامي إنتاج عام 1991 من إخراج مازن العواملة.

## القصة
تدورأحداث القصة حول شخصية عليوة ربيع شهاب الشاب الذي يتعامل بمنتهى الصدق والأمانة، وخلال بحثه عن عمل يلتقي برجل أعمال يوظفه ويقنعه بأنه معجب بأمانته وصدقه، ولذلك يزوجه أخته (جميلة)التي يكتشف أنها خرساء، وبعد الزواج يكتشف أن شقيقها قد أخذ حقوقها من الإرث، ويحاول استعادة حقوقها.

## طاقم العمل
- ربيع شهاب بدور عليوة
- شفيقة الطل بدور فتحية
- ناريمان عبدالكريم بدور سميحة
- يوسف الجمل بدور خليل
- حابس حسين بدور زياد
- يوسف يوسف بدور أبو خميس